# MET Česká republika
MET Česká republika a.s. je dceřinou společností MET Group. Společnost v České republice byla založena v roce 2024. Zaměřuje se na obchodování a dodávky zemního plynu, zkapalněného zemního plynu (LNG) a elektrické energie. Orientuje se na dodávky energií velkým odběratelům (průmyslové firmy, výrobci energie apod). Odběrateli z České republiky dodala v roce 2024 dva tankery LNG ze Spojených států amerických.
MET Group sídlí ve Švýcarsku, většinu společnosti vlastní management. Skupina podniká prostřednictvím dceřiných firem v sedmnácti zemích a na třiceti národních trzích s plynem. Zaměstnává přes 1000 lidí. V roce 2023 MET Group zobchodovala 88 miliardy metrů krychlových plynu, pro srovnání spotřeba České republiky byla 7,1 miliardy kubíků plynu, a 68 terawatthodin elektřiny.[zdroj?] MET dodává do Evropy okolo třiceti lodí s LNG ročně.